# 班斯科

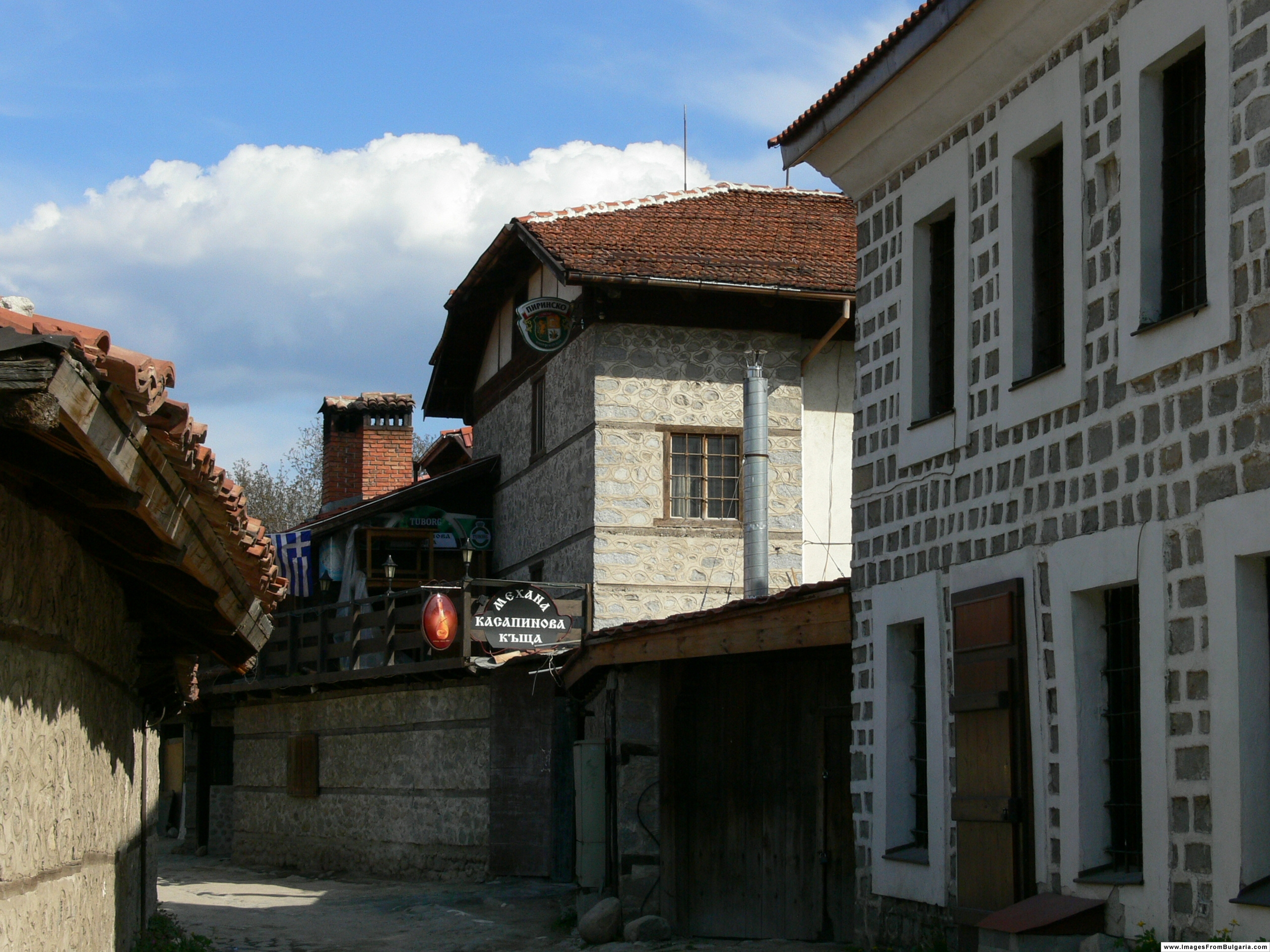

班斯科（發音：[ˈbansko]）是保加利亞西南部布拉戈耶夫格勒州班斯科市鎮的城鎮及行政中心，距離該州首府布拉戈耶夫格勒56公里，海拔高度925米，每年平均降雨量694毫米，2011年人口13,088。

## 友好城市
- 希腊安菲波利斯
- 希腊季季莫蒂霍
- 希腊Doxato

## 外部連結
- Bansko blog （页面存档备份，存于）
- Information about Bansko, pistes, lift passes, webcams （页面存档备份，存于）
- Tourist information （页面存档备份，存于）
- Ski world cup Bansko 2012 （页面存档备份，存于）
- Culinary tourism in Bansko-Razlog area （页面存档备份，存于）
- International jazz festival （页面存档备份，存于）
- Tourist information （页面存档备份，存于）
- Mountaineer film festival （页面存档备份，存于）